# Vladimir Fetine
Vladimir Aleksandrovitch Fetine (en russe : Влади́мир Алекса́ндрович Фе́тин), né le 14 octobre 1925 à Moscou et mort le 20 août 1981 à Leningrad, est un réalisateur soviétique.

## Biographie
Vladimir Fetine naît le 14 octobre 1925 à Moscou dans la famille d'Alexandre Fetting issu d'une famille noble allemande. Plus tard, il se présentera sous le nom de Fetine pour dissimuler ses origines. 
Lors de la Seconde guerre mondiale, il sert dans les rangs de la 1re brigade d'artillerie de réserve. De retour à la vie civile, il travaille comme dessinateur industriel, puis, entre au département de réalisation de VGIK (atelier de Sergueï Guerassimov). En 1959, il réalise le court métrage de fin d'études Le Poulain, basé sur l'histoire de Mikhaïl Cholokhov.
Il commence sa carrière au studio de cinéma Lenfilm. Son premier long métrage, la comédie La Croisière tigrée (1961) devient le leader du box-office soviétique.
Une autre adaptation cinématographique des oeuvres de Mikhaïl Cholokhov fut le drame L'Histoire de Don (1964) où le rôle principal fut joué par l’actrice Liudmila Tchursina, qui devient l’épouse de Fetine et jouera dans trois autres de ses films.
Il est l'auteur de nombreux scénarios pour la série de courts métrages satiriques Fitil - ces épisodes sensés de lutter contre les phénomènes négatifs de la vie du pays : corruption, alcoolisme, bureaucratie et vol des biens de l'État, etc, à l’époque soviétique, étaient projetés avant la projection d’un film au cinéma.
En 1975, on lui attribue le titre d'artiste émérite de la RSFSR.
Il décède à Leningrad le 20 août 1981, à l'âge de 56 ans, des suites d'une crise cardiaque, sans assister à la première de sa dernière œuvre, le film policier Portés disparus parmi les vivants. Il est inhumé à Leningrad dans l'allée centrale du cimetière sud.

## Filmographie non exhaustive
- 1959 : Le Poulain (ru) (Жеребëнок)
- 1961 : La Croisière tigrée (Полосатый рейс)
- 1964 : Le Récit du Don (ru) (Донская повесть)
- 1968 : Virineïa (ru) (Виринея)
- 1970 : Lioubov Yarovaïa (Любовь Яровая)
- 1973 : Un livre ouvert (ru) (Открытая книга)
- 1976 : Une femme douce (ru) (Сладкая женщина)
- 1979 : Le Récit de la Taïga (ru) (Таëжная повесть)
- 1981 : Portés disparus parmi les vivants (ru) (Пропавшие среди живых)